# Baccharis rhexioides
Baccharis rhexioides es una especie de planta perenne perteneciente a la familia de las asteráceas que es originaria de  Ecuador. Su hábitat natural son los bosques secos subtropicales o tropicales. Está amenazada por la pérdida de hábitat.

## Descripción
Es un arbusto endémico de Ecuador. Conocido por dos colecciones del siglo XIX, una cerca del Cantón Balao, Guayas, y otro en la Hacienda El Recreo, al norte de San Vicente en la provincia de Manabí. Subpoblaciones adicionales pueden aparecer dentro de las áreas protegidas de Manglares Churute y Machalilla. La falta de colecciones recientes puede ser debido a la destrucción de la especie tipo en el herbario de Berlín durante la Segunda Guerra Mundial. No hay ejemplares de esta especie que se encuentren en museos ecuatorianos. La destrucción del hábitat es la principal amenaza para la especie.

## Taxonomía
Baccharis rhexioides fue descrita por Carl Sigismund Kunth y publicado en Nova Genera et Species Plantarum (folio ed.) 4: 52. 1820[1818].
Etimología
Baccharis: nombre genérico que proviene del griego Bakkaris dado en honor de Baco, dios del vino, para una planta con una raíz fragante y reciclado por Linnaeus.
rhexioides: epíteto latino compuesto que significa "similar a Rhexia". 
Sinonimia
- Baccharis cinerea DC.
- Baccharis divergens DC.
- Baccharis eggersii Hieron.
- Baccharis oxyphylla DC.
- Baccharis trichoclada DC.
- Baccharis trinervis var. cinerea (DC.) Baker
- Baccharis trinervis var. rhexioides (Kunth) Baker
- Baccharis venusta Kunth
- Molina rhexioides (Kunth) Less.
- Pingraea rhexioides (Kunth) F.H.Hellw.
- Pseudobaccharis rhexioides (Kunth) V.M.Badillo[4]